# Институциональная память
Институциональная память — это новое качество, которое может обеспечить база знаний, определяющая компетентность экспертной системы. 
Если база знаний разработана в ходе взаимодействия с ведущими специалистами учреждения, отдела или штаба, то она представляет текущую политику и способы действия этой группы людей. Этот набор знаний становится сводом очень квалифицированных мнений и постоянно обновляющимся справочником наилучших стратегий и методов, используемых персоналом. Ведущие специалисты уходят, но их опыт остается. Это важно для деловой сферы и особенно ценно для вооруженных сил и правительственных органов с их частыми преобразованиями и персональными перемещениями.